# Capriano del Colle
Pour le vignoble, voir Capriano del Colle (vignoble).
Capriano del Colle est une commune italienne de la province de Brescia, dans la région Lombardie.

## Administration
| Période                                  | Période | Identité           | Étiquette     | Qualité |
| ---------------------------------------- | ------- | ------------------ | ------------- | ------- |
| 1993                                     | 2001    | Remo Basciano      | Centre-gauche |         |
| 2001                                     | 2011    | Alberto Lussignoli | Centre-droit  |         |
| 2011                                     |         | Claudio Lamberti   | Centre-gauche |         |
| Les données manquantes sont à compléter. |         |                    |               |         |

### Communes limitrophes
Azzano Mella, Bagnolo Mella, Castel Mella, Dello, Flero, Poncarale